# Мирко Боман
Мирко Боман (Загреб, 11. децембар 1926 − Загреб, 30. април 2013) био је хрватски глумац. Он се појавио у више од педесет филмова од 1959. до 2002. године.